# Three Sided Coin
Three Sided Coin è la prima compilation dei Nickelback, pubblicata unicamente in Giappone nel 2002 e distribuita dalla Roadrunner International. Contiene canzoni dagli album The State e Silver Side Up, con l'aggiunta di Little Friend dall'album Curb e dell'inedito Yanking Out My Heart, registrata durante l'incisione di Silver Side Up e successivamente inclusa nell'edizione speciale di The Long Road. L'album è diventato oggetto da collezionisti, ricercato in tutto il mondo.

## Tracce
1. Too Bad (Kroeger) - 3:52
2. Breathe (Kroeger) - 3:58
3. How You Remind Me (Kroeger) - 3:43
4. Old Enough (Kroeger) - 2:45
5. Leader of Men (Kroeger) - 3:30
6. Little Friend (Kroeger) - 3:48
7. One Last Run (Kroeger) - 3:30
8. Just For (Kroeger) - 4:03
9. Woke Up This Morning (Kroeger) - 3:50
10. Never Again (Kroeger) - 4:20
11. Yanking Out My Heart (Kroeger) - 3:36

## Formazione
- Chad Kroeger - voce, chitarra solista
- Ryan Peake - chitarra ritmica, seconda voce
- Mike Kroeger - basso
- Ryan Vikedal - batteria, percussioni

### Altri musicisti
- Timmy Dawson - chitarra ritmica in Too Bad, How You Remind Me e Just For; tastiere in Yanking Out My Heart
- Brandon Kroeger - batteria in Little Friend